# Kalanchoe tuberosa
Kalanchoe tuberosa ist eine Pflanzenart der Gattung Kalanchoe in der Familie der Dickblattgewächse (Crassulaceae).

## Beschreibung

### Vegetative Merkmale
Kalanchoe tuberosa ist eine ausdauernde Pflanze, die vollständig mit einem mehligen Reif bedeckt ist. Ihre einfachen, schlanken, stielrunden Triebe sind aufrecht bis niederliegend und erreichen eine Länge von 20 bis 30 Zentimeter. Die weißlich bereiften, zahlreichen Laubblätter sind gestielt und an den oberen Triebteilen dicht angeordnet. Der Blattstiel ist 2 bis 3 Millimeter lang. Ihre eiförmige Blattspreite ist 2,5 bis 3 Zentimeter lang und 1,5 bis 1,9 Zentimeter breit. Ihre Spitze ist zugespitzt, die Basis gerundet. Der Blattrand ist buchtig gezähnt.

### Generative Merkmale
Der fast sitzende Blütenstand besteht aus dicht 2- bis 25-blütigen, ebensträußigen Zymen. Die aufrechten Blüten stehen an 5 bis 7 Millimeter langen, weißlich bereiften Blütenstielen. Ihre Kelchröhre ist etwa 1 Millimeter lang. Die länglichen, stumpfen Kelchzipfel sind 10 bis 11 Millimeter lang und etwa 4 Millimeter breit. Die Blütenkrone ist rosafarben bis rein rot. Die zylindrische Kronröhre ist etwa 40 Millimeter lang. Ihre eiförmigen, zugespitzten und ausgebreiteten Kronzipfel weisen eine Länge von etwa 15 Millimeter auf und sind 10 Millimeter breit. Die Staubblätter sind oberhalb der Mitte der Kronröhre angeheftet und ragen nicht aus der Blüte heraus. Die länglichen Staubbeutel sind etwa 2,5 Millimeter lang. Die linealischen, ganzrandigen bis zweigeteilten Nektarschüppchen weisen eine Länge von etwa 5 Millimeter auf. Das Fruchtblatt weist eine Länge von 6 bis 8 Millimeter auf. Der Griffel ist etwa 20 Millimeter lang.

## Systematik und Verbreitung
Kalanchoe tuberosa ist im Norden von Madagaskar in Höhen von 1000 bis 2400 Metern  verbreitet.
Die Erstbeschreibung durch Henri Perrier de La Bâthie wurde 1928 veröffentlicht.

## Nachweise